# Zorica Mitov
Zorica Mitov (in serbo Зорицa Митов?; Vršac, 17 marzo 1988) è una cestista serba.
Alta 186 cm, gioca come centro.

## Carriera
Giunge a Priolo nell'agosto 2010 insieme a Tania Bertan in seguito all'infortunio occorso a Sarah McKay. Giudicata troppo giovane, in gennaio ha lasciato la squadra.
Nel 2007 è stata convocata per gli Europei in Italia con la maglia della nazionale della Serbia.

## Statistiche

### Presenze e punti nei club
Statistiche aggiornate al 23 maggio 2011
| Stagione        | Squadra    | Competizione | Partite | Partite | Partite | Statistiche tiro | Statistiche tiro | Statistiche tiro | Altre statistiche | Altre statistiche | Altre statistiche | Altre statistiche | Altre statistiche |
| Stagione        | Squadra    | Competizione | Pres.   | Titol.  | Minuti  | Tiri da 2        | Tiri da 3        | Liberi           | Rimb.             | Assist            | Rubate            | Stopp.            | Punti             |
| --------------- | ---------- | ------------ | ------- | ------- | ------- | ---------------- | ---------------- | ---------------- | ----------------- | ----------------- | ----------------- | ----------------- | ----------------- |
| '10-gen. '11    | Erg Priolo | Serie A1     | 9       | 0       | 78      | 8/14             | 0/3              | 0                | 10                | 4                 | 5                 | 0                 | 16                |
| Totale carriera |            |              |         |         |         |                  |                  |                  |                   |                   |                   |                   |                   |